# 카미디아 라디스티
카미디아 라디스티(Kamidia Radisti, 1984년 2월 23일 ~ )는 인도네시아의 배우이다. 2007년 미스 인도네시아에서 자와바랏 주 대표로 참가하여 우승을 차지했다.

## 출연 작품
- The Shaman (2008)
- Hantu Biang Kerok (2009)
- The Tarix Jabrix 3 (2011)
- Sang Pialang (2012)